# Selecció catalana de corfbol
La selecció catalana de korfbal participa en campionats oficials des de l'any 1998, amb el reconeixement com a membre de ple dret des de l'any 2005. La seva millor classificació fou el sisè lloc del món segons el rànquing IKF que periòdicament publica la Federació Internacional de Corfbol, el màxim organ del korfbal mundial.

## Història
El primer partit de la Selecció catalana de korfbal es va celebrar a Terrassa el 10 de novembre de 1984, davant un combinat dels Països Baixos. Aquell partit va estar presidit pel llavors president de la Generalitat el molt honorable Sr. Jordi Pujol.
La primera participació de la selecció catalana absoluta de korfbal en un Mundial va ser l'any 1999 al Campionat del món de corfbol 1999, que es va disputar a Adelaida (Austràlia) del 10 al 17 de juliol, degut a la renúncia de la República Txeca. Va quedar enquadrada al grup A juntament amb les seleccions dels Països Baixos, Alemanya i Japó. Un any abans, el 1998, la Selecció sots'23 havia disputat a Eindhoven (Països Baixos) el Mundial sots'23 finalitzant dotzena.
La Federació Catalana de Korfbal va ser reconeguda com a membre de ple dret el 29 d'octubre de 2005, després de la seva acceptació a l'assemblea que la Federació Internacional de Korfbal (IKF) va celebrar a Terrassa. En aquelles mateixes dates, i també a Terrassa, Catalunya es va proclamar guanyadora de la primera edició de l'European Bowl.
A l'europeu del 2010 la Selecció va aconseguir la -fins aleshores- millor classificació en un campionat, en finalitzar cinquena, gràcies principalment a uns bons resultats a la primera fase i a les victòries sobre rivals directes als darrers enfrontaments: Rússia i Anglaterra. Aquesta excel·lent posició va classificar automàticament a la Selecció per a la disputa del Mundial de la Xina de l'any següent. En aquesta competició la selecció catalana va lluir a la samarreta el lema "Juguem contra la violència masclista" després d'arribar a un acord amb l'Institut Català de les Dones.
L'any 2011 la selecció catalana va estar a punt de no viatjar al Mundial de la Xina degut a problemes econòmics al no poder reunir els 27.000 € que suposava desplaçar tot l'equip fins a Shaoxing. Gràcies a col·laboracions particulars d'empreses, entitats, clubs i aficionats, i principalment amb l'aportació de la Plataforma ProSeleccions Esportives Catalanes i la mediació de la Secretaria General de l'Esport, la Federació va recollir els diners necessaris i va poder participar finalment al Mundial. Gràcies a victòries a seleccions com les de la República Txeca o Portugal, Catalunya va aconseguir classificar-se per primera vegada a la història per a les semifinals d'un Mundial. Finalment va aconseguir la quarta posició -la millor de la història- i va ser rebuda a l'Aeroport pel Secretari General de l'Esport, Ivan Tibau, i per un nombrós grup d'aficionats. A més, Sergi Gabriel va ser escollit per formar part de l'"equip ideal del Campionat del món" com un dels 8 millors jugadors de la competició.
La selecció catalana també ha participat en diversos torneigs organitzats per la Federació Catalana de cara a preparar la participació en campionats internacionals. L'any 2008 va quedar en tercera posició a la Copa 3 Nacions que es va fer a Reus, tenint com a rivals les seleccions de Portugal i Alemanya. L'any 2011, la selecció catalana va guanyar la Copa 4 Nacions que es va fer al Pavelló de la Vall d'Hebron a Barcelona, imposant-se a les seleccions d'Anglaterra, Alemanya i Rússia.

## Selecció absoluta

### Classificacions

#### Campionat del món de corfbol
| Any  | Campionat             | Seu             | Pos. |
| ---- | --------------------- | --------------- | ---- |
| 1999 | 6è Campionat del Món  | Austràlia       | 8    |
| 2003 | 7è Campionat del Món  | Països Baixos   | 9    |
| 2007 | 8è Campionat del Món  | República Txeca | 9    |
| 2011 | 9è Campionat del Món  | Xina            | 4    |
| 2015 | 10è Campionat del Món | Bèlgica         | 5    |
| 2019 | 11è Campionat del Món | Sud-àfrica      | 10   |
| 2023 | 12è Campionat del Món | Xina Taipei     | 10   |

#### Campionat d'Europa de corfbol
| Any  | Campionat             | Seu           | Pos. |
| ---- | --------------------- | ------------- | ---- |
| 2002 | 2n Campionat d'Europa | Catalunya     | 7    |
| 2006 | 3r Campionat d'Europa | Hongria       | 6    |
| 2010 | 4t Campionat d'Europa | Països Baixos | 5    |
| 2014 | 5è Campionat d'Europa | Portugal      | 9    |
| 2016 | 6è Campionat d'Europa | Països Baixos | 3    |
| 2018 | 7è Campionat d'Europa | Països Baixos | 6    |
| 2021 | 8è Campionat d'Europa | Bèlgica       | 8    |
| 2024 | 9è Campionat d'Europa | Catalunya     | 4    |

#### Altres competicions
| Any  | Campionat        | Seu       | Pos. |
| ---- | ---------------- | --------- | ---- |
| 2005 | 1a European Bowl | Catalunya | 1    |
| 2008 | Copa 3 nacions   | Catalunya | 3    |
| 2011 | Copa 4 nacions   | Catalunya | 1    |

### Palmarès
- 1 medalla de bronze al Campionat d'Europa de corfbol: 2016
- 1 European Bowl de corfbol: 2005